# Стефано Куогі
Стефано Куогі (італ. Stefano Cuoghi, нар. 8 серпня 1959, Модена) — італійський футболіст, що грав на позиції півзахисника. По завершенні ігрової кар'єри — тренер.
Виступав, зокрема, за «Мілан» та «Парму», ставши у складі останньої володарем Кубка Італії та Кубка кубків УЄФА.

## Ігрова кар'єра
Стефано народився 8 серпня 1959 року в місті Модена і є вихованцем місцевого однойменного клубу. У дорослому футболі дебютував 1977 року виступами за команду «Модена», в якій провів три сезони, взявши участь у 56 матчах чемпіонату і вилетівши за цей час з командою з Серії Б до Серії С2.
Своєю грою за цю команду привернув увагу представників тренерського штабу клубу «Мілан» з Серії Б, до складу якого приєднався 1980 року. Дебютував за «Мілан» в чемпіонаті 21 вересня 1980 року в матчі проти «Варезе» (0:0). Загалом зігравши за сезон 29 матчів і забивши 2 голи, Стефано допоміг команді посісти перше місце та вийти до Серії А. У найвищому італійському дивізіоні Куогі дебютував 13 вересня 1981 року в матчі проти «Удінезе» (0:0). У Серії А Стефано втратив місце в основі, зігравши лише 5 ігор, а клуб, хоча і виборов титул володаря Кубка Мітропи, посів 14 місце і вилетів назад до другого дивізіону. Там Куогі знову став основним гравцем, зігравши у 29 матчах і вдруге допоміг команді виграти Серію Б та вийти в елітний дивізіон.
1983 року Куогі повернувся в рідну «Модену», з якою провів два сезони у Серії С1, а потім виступав за клуби Серії Б «Перуджа» та «Піза». З останньою командою Куогі у 1987 році посів 2 місце і вийшов до Серії А, а наступного року додав до переліку своїх трофеїв ще один титул володаря Кубка Мітропи. 1989 року «Піза» вилетіла з Серії А, але Стефано залишився з командою і наступного року допоміг їй знову посісти 2 місце і вийти до вищого дивізіону.
1990 року перейшов до «Парму», за яку відіграв 3 сезони. Граючи у складі «Парми» також здебільшого виходив на поле в основному складі команди. За цей час додав до переліку своїх трофеїв титул володаря Кубка Італії у 1992 році та Кубка кубків УЄФА, забивши гол у фіналі проти «Антверпена» (3:1). Завершив кар'єру футболіста виступами за «Парму» у 1993 році.

## Кар'єра тренера
Розпочав тренерську кар'єру невдовзі по завершенні кар'єри гравця, 1994 року, очоливши тренерський штаб аматорського клубу «Коллеккьо», де пропрацював два роки, після чого очолив клуб Серії С1 «Джуліанова».
1998 року став головним тренером «Мессіни», яку тренував два роки, і у другому вивів команду до Серії С1.
У сезоні 2000/01 тренував клуб Серії С1 «Брешелло», а у наступному сезоні протягом восьми турів очолював клуб Серії Б «Кротоне», але жоден з тих матчів його команда не виграла.
На початку 2002 року Куогі увійшов до тренерського штабу Невіо Скали в «Шахтарі» (Донецьк), але вже влітку повернувся на батьківщину, очоливши клуб Серії С1 «Спеція».
2004 року Стефано знову попрацював у штабі Невіо Скали, цього разу у «Спартаку» (Москва), але вже у вересні того ж року увесь тренерський штаб було звільнено через низькі результати.
Згодом протягом 2004—2009 років Куогі очолював тренерський штаб клубів італійського третього дивізіону «Гроссето», «Салернітана», «Фоджа», «Ареццо» та «Венеція».
2009 року прийняв пропозицію попрацювати у «Пізі», яка через фінансові проблеми була відправлена до Серії D, п'ятого за рівнем дивізіону країни. Куогі у першому ж сезоні виграв з командою свою групу Серії D і зумів підвищитись у класі, при чому через зняття кількох клубів команда підвищилась відразу до третього дивізіону. 29 листопада 2011 року Куогі був звільнений через незадовільні результати — 2 перемоги у 15 матчах чемпіонату.
20 лютого 2012 року, після понад року без роботи, Куогі очолив «В'яреджо», де допрацював до кінця сезону, після чого тренував інші клуби третього дивізіону «Гроссето» та «Паганезе».
13 березня 2016 року він був призначений головним тренером «Комо» на останні 11 турів Серії Б із завданням зберегти прописку у другому дивізіоні. Команда здобула 2 перемоги та 4 нічиї, втім все одно посіла останнє 22 місце і вилетіла до Серії С, після чого Куогі покинув команду.
Останнім місцем тренерської роботи був клуб Серії D «Лекко», головним тренером команди якого Стефано Куогі був з серпня по грудень 2016 року.

## Титули і досягнення

### Як гравця
- Володар Кубка Італії (1):

«Парма»: 1991–92
- Володар Кубка Мітропи (2):

«Мілан»: 1981–82
«Піза»: 1987–88
- Володар Кубка Кубків УЄФА (1):

«Парма»: 1992–93